# Comtat de Saint Pol
El comtat de Saint Pol fou una jurisdicció feudal del nord de França, a la regió del Ternois, al departament de Pas de Calais entre l'Artois i la Picardia, dependent del comtat de Flandes. El seu nom deriva de la capital, Saint-Pol-sur-Ternoise, inicialment una fortalesa amb dos castells.

## Comtes merivingis i carolingis[1]
- 543: Leodegund, casat amb la filla de Rodolf, comte de Boulogne
- ??? : Leodegunda, filla de Leodegund, casada amb Agneri, comte de Borgonya i d'Arques
- ??? : Walbert, fill de Leodegunda
- ??? : retorna a Boulogne
- 858: Florència, filla segona d'Helgot de Boulogne, casada amb Pipí Florenci, fils de Lluís I
- ??? : Hug de Ponthieu, casat amb una filla de Florència

## Comtes hereditaris

### Casa de Ponthieu
- ??? : Helgot, fils d'Hug de Ponthieu
- ??? : Herluí, fill
- ??? : Roger, fill
- 964: Guillem, fill
- ??? : Hugu, fill
- ??? : Arnolf
- 1031-1067: Roger, d'origen incert, primer titular comte de Saint Pol en una carta de donació a l'abadia de Fécamp (li donava l'abadia de Blangies). L'onomàstica (els noms Roger i Manassès) li atribueix un origen xampanyès.[2] Casat amb Hadwida o Hadwigis, van tenir dos fills: Manassès i Robert. Hadwigis i el fill Robert eren morts abans del 1051. Manassès va morir entre 1051 i 1067. Roger va morir el 13 de juny de 1067.

### Casa de Campdavaine
- 1067-†1070: Hug I de Campdavaine, de malnom Candavena (Candens avena) o Camp d'avena (Campus avenae), d'existència incerta, citat només per Lambert d'Ardres.[3] Casat amb Clemència el 1060 va tenir tres fills: Guiu, que segueix; Hug i Eustaqui. Clemència es creu que es va tornar a casar amb Arnold d'Ardres, que hauria assegurat la regència dels fills menors de la seva esposa. Clemència seria la filla de Roger o del seu fill Manassès i, per tant, Hug de Campdavaine seria no un fill de Roger sinó el gendre, i membre de la família de Ponthieu (la simetria dels noms en les dues famílies és notable).[4] El 25 de novembre de 1078, el papa Gregori VII dona als tres fills d'Hug I de Campdavaine : Guiu, Hug i Eustaqui, el títol de «comtes de Saint-Pol».
- 1070-†1083: Guiu I de Campdavaine, fill. El pare va morir quan era un infant i el seu padrastre Arnold d'Ardres va exercir la regència. El 1071 va estar a la primera bataille de Cassel que fou una victòria de Robert el Frisó contra la comtessa Riquilda d'Hainaut i el rei Felip I de França, lliurada prop de Bavinche, sota la muntanya. El jove comte de Flandes i Hainaut Arnold III del Desgraciat va morir en la batalla. Clemència va morir el 1078 i llavors ASrnold va deixar el govern al seu fillastre Guiu; aquest va morir el 1083 encara solter. El va succeir el seu germà Hug II de Campdavaine.
- 1083-†1118 o 1130: Hug II de Campdavaine, germà, casat amb Elisenda de Ponthieu i després amb Margarida de Clermont.
- 1118 o 1130-1141: Hug III, fill. Casat amb Beatriu.
- 1141-1150: Enguerrand o Ingelram, fill. Va morir poc després de casar-se amb la filla de Nicolas d'Avesne, i uns dies abans havia mort el seu germà Hug, pujant al tron el tercer fill Anselm.
- 1150-1165: Anselm de Campdavaine, germà. Casat amb Eustàquia de Xampanya, van tenir com a fills a Hug IV, Ingelram, Guiu, Beatriu (casada amn Joan comte de Ponthieu.
- 1165-1205: Hug IV de Campdavaine, fill. Casat amb Iolanda d'Hainaut, filla de Balduí IV d'Hainaut

### Casa de Châtillon
- 1205-1219: Gaucher de Châtillon (1166 † 1219). Casat el 1196 amb Elisabet de Saint-Pol (1180 † 1212), filla d'Hug IV de Campdavaine
- 1219-1226: Guiu II († 1226), fill, comte de Nevers, d'Auxerre i de Tonnerre. Casat amb Agnès II de Donzy, comtessa de Nevers, d'Auxerre i de Tonnerre.
- 1226-1248: Hug de Châtillon, comte de Saint-Pol (vers 1196 † 1248), germà. Casat amb Maria d'Avesnes († 1241), senyora de Guisa.
- 1248-1289: Guiu III (1225 † 1289), fill. Casat el 1254 amb Mafalda de Brabant (1224 † 1288)
- 1289-1317: Guiu IV (1254 † 1317), fill. Casat el 1292 amb Maria de Dreux (1268 † 1339).
- 1317-1344: Joan († 1344), fill. Casat el 1319 amb Joana de Fiennes († 1353)
- 1344-1360: Guiu V († 1360), fill. Casat el 1292 amb Joana de Luxemburg († 1392)

### Casa de Luxemburg
- 1360-1371: Guiu de Luxemburg (1340 † 1371), comte de Ligny. Casat el 1354 amb Mafalda de Châtillon (1335 † 1378), comtessa de Saint-Pol, germana de Guiu V de Châtillon-Saint-Pol.
- 1371-1415: Walerà III de Luxemburg (1356 † 1415), fill. Casat el 1380 amb Maud d'Holanda († 1391), i el 1400 amb Bona de Bar († 1400).
- 1415-1430: Felip de Borgonya (1040 † 1430), comte de Saint-Pol, després duc de Brabant i de Limburg, net, fill d'Antoni de Borgonya i de Joana de Luxemburg-Saint-Pol.
- 1430-1430: Joana († 1430), tia.
- 1430-1433: Pere I de Luxemburg (1390 † 1433), net de Guiu de Luxemburg, fill de Joan de Luxemburg (1370 † 1397), senyor de Beauvoir, i de Margarita d'Enghien, comtessa de Brienne i de Conversano. Casat amb Margarita dels Baux (1394 † 1469).
- 1433-1475: Lluís de Luxemburg (1418 † 1475). Fill, casat el 1435 amb Joana de Bar (1415 † 1462), comtessa de Soissons (1415 † 1462), després el 1466 Maria de Savoia (1448 † 1475).
- 1475-1482: Pere II († 1482), fill (amb Joana de Bar). Casat el 1454 amb Margarita de Savoia (1439 † 1483).
- 1482-1547: Maria (1472 † 1547), filla del precedent. Casada el 1460 amb Jaume (1450 † 1486), comte de Romont, després el 1487 amb Francesc de Borbó (1470 † 1495), comte de Vendôme.

### Casa de Borbó
- Francesc I (1491 - † 1545), fill de Maria de Luxemburg i de Francesc de Borbó. Casat amb Adriana d'Estouteville.
- Francesc II, fill, mort amb 12 anys el 1546.
- Maria II (1539 † 1601), germana du précédent.

Casada en primeres noces amb Francesc de Clèveris (1516 - † 1561), comte de Nevers
Casada en segones noces amb Joan d'Enghien, fill de Carles de Vendôme, net de Maria de Luxemburg
casat en terceres noces amb Leonori d'Orleans, duc de Longueville en 1563

### Casa d'Orleans
- Francesc III d'Orleans, fill de Maria i el seu tercer marit.
- Enric II d'Orleans-Longueville (1595 - 1663), nebot
- Carles París d'Orleans (1649 - 1672), fill
- Maria de Nemours (1625 - 1707), germanastre

### Casa dels Melun i de Rohan-Soubise
- Elisabet Terese de Lorena, per compra
- Lluí II de Melun, fill
- Carles de Rohan-Soubise, nebot, a la seva mort el 1787 el títol es va extingir.